# Shepherd's Bush
Shepherd's Bush é um distrito no borough de Hammersmith e Fulham, na Região de Londres, na Inglaterra, e situa-se a 7,9 quilômetros oeste de Charing Cross.